# 荻布站
荻布站（日语：／ Ogino teiryūjō */?）是位於富山縣高岡市荻布，萬葉線的電車站。由於電車站鄰近日本Zeon高岡工場，因此副站名為Zeon荻布。

## 電車站構造
電車站是地面車站，建設在共用行車道上，設有2面2線的相對式月台。在2010年（平成22年）12月起，月台增設上蓋和斜道，提供了無障礙設施。
在2004年（平成16年）前，此站設有與日本Zeon高岡工場、日本曹達高岡工場的專用鐵道之平面交叉。

## 歷史
- 1948年4月10日：富山地方鐵道地鐵高岡（現時：高岡站）至伏木港之間開通，此站啟用。
- 1959年4月1日：轉讓路線給加越能鐵道。
- 2002年4月1日：轉讓路線給萬葉線[2]。
- 2024年9月28日：可使用ICOCA及全國通用IC卡付款[3]。

## 電車站周邊
- 荻布公民館
- Sun Valley高岡醫院

## 相鄰電車站
萬葉線
■萬葉線（高岡軌道線）
旭丘－荻布－新能町

## 外部連結
- 萬葉線荻布站上行 （页面存档备份，存于）及下行 （页面存档备份，存于）時間表（日語）